# سامانه صوتی عمومی

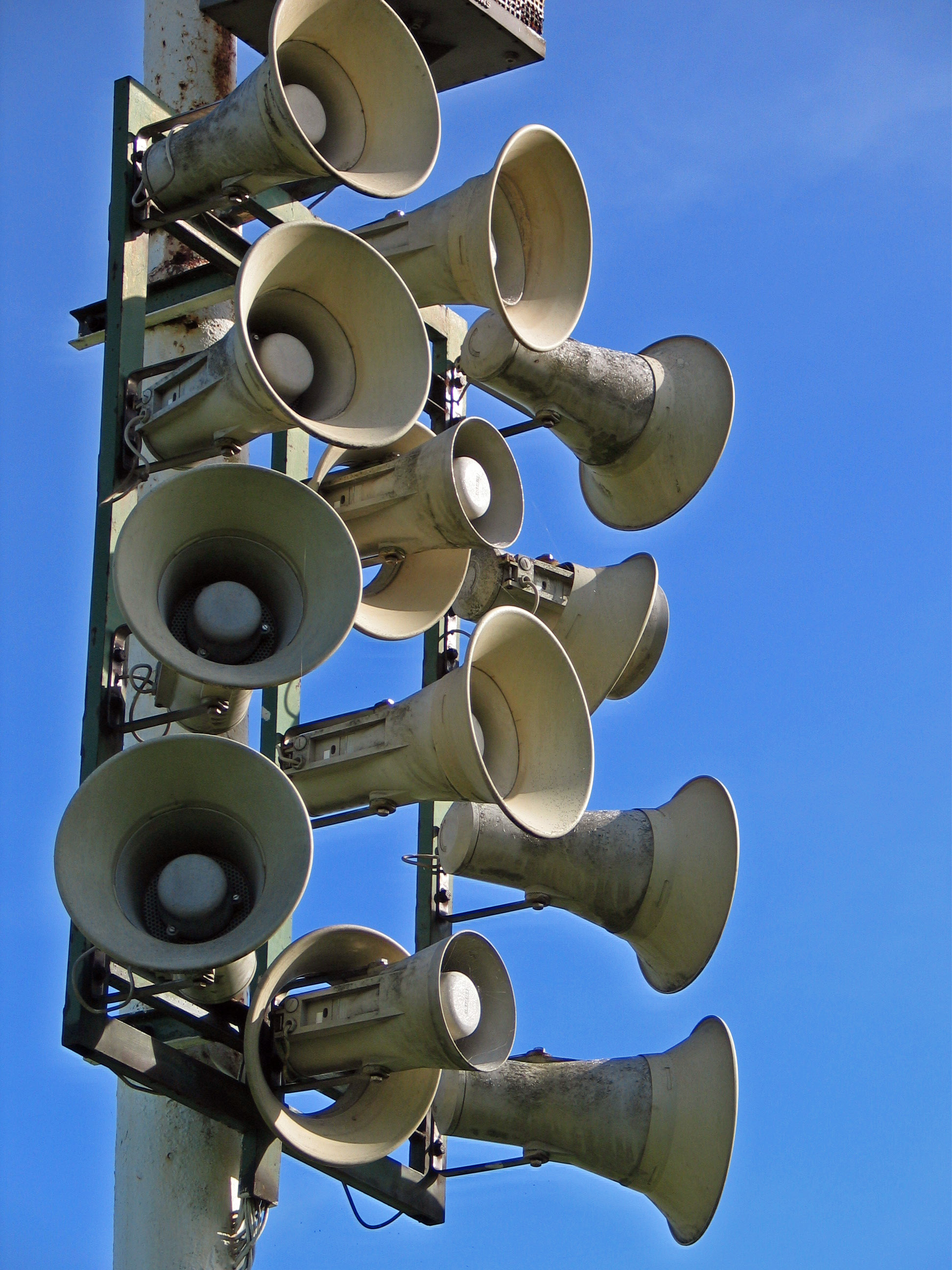
بلندگوهای شیپوری اغلب برای پخش صدا در مکان‌های بیرونی استفاده می‌شوند.

سامانه صوتی عمومی (سیستم PA) یا سامانه سخنرانی همگانی (به انگلیسی: Public address system) یک سامانه الکترونیکی است که شامل میکروفونها، تقویت‌کننده‌ها، بلندگوها و تجهیزات مرتبط است. این صدای ظاهری (بلندی) صدای انسان، ابزار موسیقی یا سایر منابع صوتی آکوستیک یا صدای ضبط شده یا موسیقی را افزایش می‌دهد. سیستم‌های PA در هر مکان عمومی استفاده می‌شود که مستلزم آن است که یک گوینده، مجری و غیره به اندازه کافی در فاصله یا در یک منطقه بزرگ قابل شنیدن باشد. کاربردهای معمولی شامل استادیوم‌های ورزشی، وسایل نقلیه و تأسیسات حمل و نقل عمومی و مکان‌ها و رویدادهای موسیقی زنده یا ضبط شده است. یک سیستم PA ممکن است شامل چندین میکروفون یا منابع صوتی دیگر، یک کنسول صداآمیزی برای ترکیب و اصلاح چندین منبع، و تقویت‌کننده‌ها و بلندگوهای متعدد برای صدای بلندتر یا پخش گسترده‌تر باشد.
اصطلاح سیستم تقویت صدا (به انگلیسی: sound reinforcement system) به‌طور کلی به معنای سیستم PA است که به‌طور خاص برای موسیقی زنده یا اجراهای دیگر استفاده می‌شود. در بریتانیا، هر سیستم PA گاهی یک تانوی نامیده می‌شود، به نامِ شرکتی به همین نام، که اکنون متعلق به گروه تی‌سی الکترونیک است، که بسیاری از سیستم‌های PA را که قبلاً در بریتانیا استفاده می‌شد، تأمین می‌کرد.